# 田闢
田闢（1611年—1648年10月24日），字茅公，河南開封府項城縣人，明朝、南明政治人物。

## 生平
天啟七年（1627年），田闢舉丁卯科河南鄉試四十七名，崇禎七年（1634年）登三甲第一名進士，授中書舍人，九年被論去職。
弘光時，以戶部郎中到江西贛州徵稅。隆武二年（1646年）二月，他招募士兵入衛福京，升僉都御史。不久，他上疏糾察閣臣曾櫻，言詞牽連曾皇后，隆武帝不悅。五月，隆武帝遣王之臣檢閱田闢軍隊，王之臣為迎合隆武帝之意，告發田闢部下兵士人數不符，意圖冒領軍餉，田闢因此蒙冤下獄。經郭必昌說情，方得不死。王承恩為其辨白，朝官也紛紛申救，可是隆武帝仍然生氣。不久，皇子朱琳源出生，田闢獲釋。褔京失守，田闢先後在韶州、郴州居住，招攬義師奔走於湖廣、廣東間，自行設立督師閣部。永曆二年（1648年），朝廷任命他為兵部右侍郎、巡撫偏沅。九月，田闢引兵到桂陽，戰爭不止，民變四起，田闢為江西潰兵丘昇包圍殺害。

## 引用
1. 1 2  錢海岳《南明史·卷三·本紀第三》：（永曆二年九月）庚午……巡撫田闢引兵至桂陽，為潰兵所殺。
2. ↑  《崇禎七年甲戌科進士履歷便覽》：田辟，曾祖棟；祖紏；父应元，增生。茅公，易一房，辛亥年十月初七日，开封府项城县人，丁卯乡试四十七，会五十四名，三甲一名，刑部观政，六月授中书。
3. ↑  乾隆《項城縣志·卷六·選舉志》：舉人……崇禎 田闢 丁卯科，見甲科，詳傳
4. ↑  錢海岳《南明史·卷六十三·列傳第三十九》：田闢，字茅公，項城人。崇禎七年進士。授中書舍人。弘光時，以戶部郎中榷稅贛州。隆武二年二月，募兵入衛，擢僉都御史。疏糾閣臣曾櫻，語連中宮，上含怒未發也。五月，遣王之臣往閱其師。之臣迎合意旨，疏糾詭兵冒餉，逮下詔獄。以郭必昌請，得不死。然兵籍皆實，餉亦自備，官所給尚未發也。王承恩婉轉辨白，班行亦多申救，上怒不解。旋以皇子生，得釋。
5. ↑  錢海岳《南明史·卷六十三·列傳第三十九》：褔京亡，居韶、郴，糾義師，崎嶇楚、粵間，自署督師閣部。永曆二年，以兵部右侍郎巡撫偏沅。九月，引兵至桂陽，兵不戢，民變起。江西潰兵丘昇圍闢，遂遇害。